# La tormenta (telenovela mexicana)
La tormenta fue una telenovela mexicana de corte histórico producida por Miguel Alemán Velasco que se transmitió por el Canal 4 de Telesistema Mexicano (hoy Televisa) en 1967. Fue protagonizada por Ignacio López Tarso, Columba Domínguez, Amparo Rivelles y la participación de José Carlos Ruiz como Benito Juárez. Fue la segunda telenovela histórica hecha en México, además tuvo el mérito de ser la primera que mezcló una historia ficticia con los hechos reales que desembocaron de la Guerra de Reforma a la Revolución Mexicana. También tuvo como tema central el indigenismo y el mestizaje.

## Argumento
En el México de 1857 vive Gabriel Paredes, un indio pobre originario de Oaxaca. Como todo indígena de la época, es analfabeto y nunca pudo recibir educación por su condición social. Pero todo eso cambia cuando aparece Lorenza, una maestra rural que le enseña al indio a leer y a escribir. Lorenza termina enamorándose de Gabriel pero este al darse cuenta de que se ha convertido en un hombre culto, decide abandonar a Lorenza y a Oaxaca para enlistarse en el ejército al mando de Benito Juárez, y sus logros lo convierten en general.
En la capital Gabriel conoce a Lydia, una mujer adinerada y quien también fuera alumna de Lorenza. Se enamoran, se casan y tienen tres hijos, Lorenza (conocida como Loren), Gabriel Felipe y Cecilia. El tiempo pasa, y treinta años después Gabriel decide olvidar sus ideales de juventud y prestarle su apoyo al régimen de Porfirio Díaz, sin embargo su cambio de mentalidad provocará un quiebre familiar.

## Elenco
- Ignacio López Tarso - General Gabriel Paredes
- Columba Domínguez - Lorenza
- Amparo Rivelles - Lydia de Paredes
- Anita Blanch - Doña Ana Valenzuela, madre de Lydia
- Maricruz Olivier - Lorenza "Loren" Paredes
- Enrique Lizalde - Gabriel Felipe Paredes
- Daniela Rosen - Cecilia Paredes
- José Carlos Ruiz - Benito Juárez
- Celia Manzano - Margarita Maza de Juárez
- Gerardo del Castillo - Ignacio Comonfort
- Jorge Mondragón - Melchor Ocampo
- Carlos Bracho - Teniente Fernández
- Jorge Arvizu - Francisco I. Madero
- Luis Manuel Pelayo - Gustavo A. Madero
- Ana Ofelia Murguía - Sara Pérez de Madero
- Fernando Mendoza - Francisco Madero Sr.
- Marina Marín - Dalia García
- Rosario Gálvez - Carmen Serdán
- Raúl Dantés - Guillermo Prieto
- Aarón Hernán - Armando
- Luis Bayardo - Antonio
- Miguel Manzano - Don Alfonso Alzate
- Blanca Sánchez - Ángela
- Betty Catania - Emperatriz Carlota Amalia de México
- Carlos Pouliot - Maximiliano de Habsburgo
- Luis Gimeno - Frédéric Forey
- Wally Barrón - Juan Nepomuceno Almonte
- Emily Kranz
- Lupelena Goyeneche
- Eduardo MacGregor
- Héctor Sáez
- Guillermo Aguilar - Jorge Alzate
- Julia Marichal
- Manolo García
- Eduardo Alcaraz - Francisco Vázquez Gómez
- Pilar Pellicer - Julia Cervantes
- Sergio Bustamante - Álvaro Obregón
- José Loza - Emiliano Zapata
- Tito Junco - Francisco Villa
- Carlos Riquelme - Venustiano Carranza